# Luxembourg Rundt 2022
Luxembourg Rundt 2022 var den 82. udgave af det luxembourgske etapeløb Luxembourg Rundt. Cykelløbets fem etaper blev kørt over 720,1 km fra 13. september med start og afslutning i Luxembourg by den 17. september 2022. Løbet var en del af UCI ProSeries 2022.
Den samlede vinder af løbet blev danske Mattias Skjelmose fra Trek-Segafredo.

## Etaperne
| Etape    | Dato     | Start – Mål               | type          | Afstand (km) | Elevation (m) | Etapevinder       | Førende rytter    |
| -------- | -------- | ------------------------- | ------------- | ------------ | ------------- | ----------------- | ----------------- |
| 1. etape | 13. sep. | Luxembourg – Luxembourg   | kuperet etape | 163,8        | 2.554 m       | Valentin Madouas  | Valentin Madouas  |
| 2. etape | 14. sep. | Junglinster – Junglinster | kuperet etape | 163,4        | 2.060 m       | Matteo Trentin    | Valentin Madouas  |
| 3. etape | 15. sep. | Rouspert – Diekirch       | kuperet etape | 188,4        | 2.940 m       | Aaron Gate        | Valentin Madouas  |
| 4. etape | 16. sep. | Remich – Remich           | enkeltstart   | 26,1         | 303 m         | Mattias Skjelmose | Mattias Skjelmose |
| 5. etape | 17. sep. | Mersch – Luxembourg       | kuperet etape | 178,4        | 3.186 m       | Valentin Madouas  | Mattias Skjelmose |

### 1. etape
| Luxembourg - Luxembourg | kuperet etape | (163,8 km) |

| \| Etaperesultat \| Etaperesultat \| Etaperesultat \| Etaperesultat \| Etaperesultat \| \| Rytter \| Rytter \| Hold \| Tid \| \| \| ------------- \| ---------------- \| ------------------------ \| ------------- \| ------------- \| \| 1. \| Valentin Madouas \| Groupama-FDJ \| 4t 00' 25" \| \| \| 2. \| Sjoerd Bax \| Alpecin-Deceuninck \| + 3" \| \| \| 3. \| Clément Berthet \| AG2R Citroën Team \| + 7" \| \| \| 4. \| Matteo Trentin \| UAE Team Emirates \| + 8" \| \| \| 5. \| Florian Sénéchal \| Quick-Step Alpha Vinyl \| + 8" \| \| \| 6. \| Benjamin Thomas \| Cofidis \| + 8" \| \| \| 7. \| Maxime Bouet \| Arkéa-Samsic \| + 8" \| \| \| 8. \| Victor Koretzky \| B&B Hotels-KTM \| + 8" \| \| \| 9. \| Franck Bonnamour \| B&B Hotels-KTM \| + 8" \| \| \| 10. \| Rune Herregodts \| Sport Vlaanderen-Baloise \| + 8" \| \| |                  |                          |            |
| |                  |                          |            |
| Kilde: ProCyclingStats |                  |                          |            |
| Etaperesultat |                  |                          |            |
| Rytter | Rytter           | Hold                     | Tid        |
| 1. | Valentin Madouas | Groupama-FDJ             | 4t 00' 25" |
| 2. | Sjoerd Bax       | Alpecin-Deceuninck       | + 3"       |
| 3. | Clément Berthet  | AG2R Citroën Team        | + 7"       |
| 4. | Matteo Trentin   | UAE Team Emirates        | + 8"       |
| 5. | Florian Sénéchal | Quick-Step Alpha Vinyl   | + 8"       |
| 6. | Benjamin Thomas  | Cofidis                  | + 8"       |
| 7. | Maxime Bouet     | Arkéa-Samsic             | + 8"       |
| 8. | Victor Koretzky  | B&B Hotels-KTM           | + 8"       |
| 9. | Franck Bonnamour | B&B Hotels-KTM           | + 8"       |
| 10. | Rune Herregodts  | Sport Vlaanderen-Baloise | + 8"       |

| \| Samlede stilling \| Samlede stilling \| Samlede stilling \| Samlede stilling \| Samlede stilling \| \| Rytter \| Rytter \| Hold \| Tid \| \| \| ---------------- \| ---------------- \| ------------------------ \| ---------------- \| ---------------- \| \| 1. \| Valentin Madouas \| Groupama-FDJ \| 40t 08' 35" \| \| \| 2. \| Sjoerd Bax \| Alpecin-Deceuninck \| + 7" \| \| \| 3. \| Clément Berthet \| AG2R Citroën Team \| + 13" \| \| \| 4. \| Matteo Trentin \| UAE Team Emirates \| + 18" \| \| \| 5. \| Florian Sénéchal \| Quick-Step Alpha Vinyl \| + 18" \| \| \| 6. \| Benjamin Thomas \| Cofidis \| + 18" \| \| \| 7. \| Maxime Bouet \| Arkéa-Samsic \| + 18" \| \| \| 8. \| Victor Koretzky \| B&B Hotels-KTM \| + 18" \| \| \| 9. \| Franck Bonnamour \| B&B Hotels-KTM \| + 18" \| \| \| 10. \| Rune Herregodts \| Sport Vlaanderen-Baloise \| + 18" \| \| |                  |                          |             |
| |                  |                          |             |
| Kilde: ProCyclingStats |                  |                          |             |
| Samlede stilling |                  |                          |             |
| Rytter | Rytter           | Hold                     | Tid         |
| 1. | Valentin Madouas | Groupama-FDJ             | 40t 08' 35" |
| 2. | Sjoerd Bax       | Alpecin-Deceuninck       | + 7"        |
| 3. | Clément Berthet  | AG2R Citroën Team        | + 13"       |
| 4. | Matteo Trentin   | UAE Team Emirates        | + 18"       |
| 5. | Florian Sénéchal | Quick-Step Alpha Vinyl   | + 18"       |
| 6. | Benjamin Thomas  | Cofidis                  | + 18"       |
| 7. | Maxime Bouet     | Arkéa-Samsic             | + 18"       |
| 8. | Victor Koretzky  | B&B Hotels-KTM           | + 18"       |
| 9. | Franck Bonnamour | B&B Hotels-KTM           | + 18"       |
| 10. | Rune Herregodts  | Sport Vlaanderen-Baloise | + 18"       |

### 2. etape
| Junglinster - Junglinster | kuperet etape | (163,4 km) |

| \| Etaperesultat \| Etaperesultat \| Etaperesultat \| Etaperesultat \| Etaperesultat \| \| Rytter \| Rytter \| Hold \| Tid \| \| \| ------------- \| ----------------- \| ---------------------- \| ------------- \| ------------- \| \| 1. \| Matteo Trentin \| UAE Team Emirates \| 3t 51' 51" \| \| \| 2. \| Florian Sénéchal \| Quick-Step Alpha Vinyl \| + 0" \| \| \| 3. \| Davide Ballerini \| Quick-Step Alpha Vinyl \| + 0" \| \| \| 4. \| Axel Laurance \| B&B Hotels-KTM \| + 0" \| \| \| 5. \| Mattias Skjelmose \| Trek-Segafredo \| + 0" \| \| \| 6. \| Jon Barrenetxea \| Caja Rural-Seguros RGA \| + 0" \| \| \| 7. \| Tobias Bayer \| Alpecin-Deceuninck \| + 0" \| \| \| 8. \| Benjamin Thomas \| Cofidis \| + 0" \| \| \| 9. \| Victor Koretzky \| B&B Hotels-KTM \| + 0" \| \| \| 10. \| Rui Oliveira \| UAE Team Emirates \| + 0" \| \| |                   |                        |            |
| |                   |                        |            |
| Kilde: ProCyclingStats |                   |                        |            |
| Etaperesultat |                   |                        |            |
| Rytter | Rytter            | Hold                   | Tid        |
| 1. | Matteo Trentin    | UAE Team Emirates      | 3t 51' 51" |
| 2. | Florian Sénéchal  | Quick-Step Alpha Vinyl | + 0"       |
| 3. | Davide Ballerini  | Quick-Step Alpha Vinyl | + 0"       |
| 4. | Axel Laurance     | B&B Hotels-KTM         | + 0"       |
| 5. | Mattias Skjelmose | Trek-Segafredo         | + 0"       |
| 6. | Jon Barrenetxea   | Caja Rural-Seguros RGA | + 0"       |
| 7. | Tobias Bayer      | Alpecin-Deceuninck     | + 0"       |
| 8. | Benjamin Thomas   | Cofidis                | + 0"       |
| 9. | Victor Koretzky   | B&B Hotels-KTM         | + 0"       |
| 10. | Rui Oliveira      | UAE Team Emirates      | + 0"       |

| \| Samlede stilling \| Samlede stilling \| Samlede stilling \| Samlede stilling \| Samlede stilling \| \| Rytter \| Rytter \| Hold \| Tid \| \| \| ---------------- \| ----------------- \| ---------------------- \| ---------------- \| ---------------- \| \| 1. \| Valentin Madouas \| Groupama-FDJ \| 7t 52' 06" \| \| \| 2. \| Sjoerd Bax \| Alpecin-Deceuninck \| + 7" \| \| \| 3. \| Matteo Trentin \| UAE Team Emirates \| + 8" \| \| \| 4. \| Bastien Tronchon \| AG2R Citroën Team \| + 9" \| \| \| 5. \| Florian Sénéchal \| Quick-Step Alpha Vinyl \| + 12" \| \| \| 6. \| Clément Berthet \| AG2R Citroën Team \| + 13" \| \| \| 7. \| Benjamin Thomas \| Cofidis \| + 18" \| \| \| 8. \| Victor Koretzky \| B&B Hotels-KTM \| + 18" \| \| \| 9. \| Mattias Skjelmose \| Trek-Segafredo \| + 18" \| \| \| 10. \| Jonas Gregaard \| Uno-X Pro Cycling Team \| + 18" \| \| |                   |                        |            |
| |                   |                        |            |
| Kilde: ProCyclingStats |                   |                        |            |
| Samlede stilling |                   |                        |            |
| Rytter | Rytter            | Hold                   | Tid        |
| 1. | Valentin Madouas  | Groupama-FDJ           | 7t 52' 06" |
| 2. | Sjoerd Bax        | Alpecin-Deceuninck     | + 7"       |
| 3. | Matteo Trentin    | UAE Team Emirates      | + 8"       |
| 4. | Bastien Tronchon  | AG2R Citroën Team      | + 9"       |
| 5. | Florian Sénéchal  | Quick-Step Alpha Vinyl | + 12"      |
| 6. | Clément Berthet   | AG2R Citroën Team      | + 13"      |
| 7. | Benjamin Thomas   | Cofidis                | + 18"      |
| 8. | Victor Koretzky   | B&B Hotels-KTM         | + 18"      |
| 9. | Mattias Skjelmose | Trek-Segafredo         | + 18"      |
| 10. | Jonas Gregaard    | Uno-X Pro Cycling Team | + 18"      |

### 3. etape
| Rouspert - Diekirch | kuperet etape | (188,4 km) |

| \| Etaperesultat \| Etaperesultat \| Etaperesultat \| Etaperesultat \| Etaperesultat \| \| Rytter \| Rytter \| Hold \| Tid \| \| \| ------------- \| ----------------- \| --------------------------------------- \| ------------- \| ------------- \| \| 1. \| Aaron Gate \| Bolton Equities Black Spoke Pro Cycling \| 4t 40' 58" \| \| \| 2. \| Benjamin Thomas \| Cofidis \| + 0" \| \| \| 3. \| Davide Ballerini \| Quick-Step Alpha Vinyl \| + 0" \| \| \| 4. \| Matteo Trentin \| UAE Team Emirates \| + 0" \| \| \| 5. \| Florian Sénéchal \| Quick-Step Alpha Vinyl \| + 0" \| \| \| 6. \| Axel Laurance \| B&B Hotels-KTM \| + 0" \| \| \| 7. \| Kristian Sbaragli \| Alpecin-Deceuninck \| + 0" \| \| \| 8. \| Dorian Godon \| AG2R Citroën Team \| + 0" \| \| \| 9. \| Valentin Madouas \| Groupama-FDJ \| + 0" \| \| \| 10. \| Rémy Mertz \| Bingoal Pauwels Sauces WB \| + 0" \| \| |                   |                                         |            |
| |                   |                                         |            |
| Kilde: ProCyclingStats |                   |                                         |            |
| Etaperesultat |                   |                                         |            |
| Rytter | Rytter            | Hold                                    | Tid        |
| 1. | Aaron Gate        | Bolton Equities Black Spoke Pro Cycling | 4t 40' 58" |
| 2. | Benjamin Thomas   | Cofidis                                 | + 0"       |
| 3. | Davide Ballerini  | Quick-Step Alpha Vinyl                  | + 0"       |
| 4. | Matteo Trentin    | UAE Team Emirates                       | + 0"       |
| 5. | Florian Sénéchal  | Quick-Step Alpha Vinyl                  | + 0"       |
| 6. | Axel Laurance     | B&B Hotels-KTM                          | + 0"       |
| 7. | Kristian Sbaragli | Alpecin-Deceuninck                      | + 0"       |
| 8. | Dorian Godon      | AG2R Citroën Team                       | + 0"       |
| 9. | Valentin Madouas  | Groupama-FDJ                            | + 0"       |
| 10. | Rémy Mertz        | Bingoal Pauwels Sauces WB               | + 0"       |

| \| Samlede stilling \| Samlede stilling \| Samlede stilling \| Samlede stilling \| Samlede stilling \| \| Rytter \| Rytter \| Hold \| Tid \| \| \| ---------------- \| ----------------- \| --------------------------------------- \| ---------------- \| ---------------- \| \| 1. \| Valentin Madouas \| Groupama-FDJ \| 12t 33' 04" \| \| \| 2. \| Sjoerd Bax \| Alpecin-Deceuninck \| + 7" \| \| \| 3. \| Matteo Trentin \| UAE Team Emirates \| + 8" \| \| \| 4. \| Aaron Gate \| Bolton Equities Black Spoke Pro Cycling \| + 8" \| \| \| 5. \| Bastien Tronchon \| AG2R Citroën Team \| + 9" \| \| \| 6. \| Florian Sénéchal \| Quick-Step Alpha Vinyl \| + 12" \| \| \| 7. \| Benjamin Thomas \| Cofidis \| + 12" \| \| \| 8. \| Clément Berthet \| AG2R Citroën Team \| + 13" \| \| \| 9. \| Mattias Skjelmose \| Trek-Segafredo \| + 18" \| \| \| 10. \| Rune Herregodts \| Sport Vlaanderen-Baloise \| + 18" \| \| |                   |                                         |             |
| |                   |                                         |             |
| Kilde: ProCyclingStats |                   |                                         |             |
| Samlede stilling |                   |                                         |             |
| Rytter | Rytter            | Hold                                    | Tid         |
| 1. | Valentin Madouas  | Groupama-FDJ                            | 12t 33' 04" |
| 2. | Sjoerd Bax        | Alpecin-Deceuninck                      | + 7"        |
| 3. | Matteo Trentin    | UAE Team Emirates                       | + 8"        |
| 4. | Aaron Gate        | Bolton Equities Black Spoke Pro Cycling | + 8"        |
| 5. | Bastien Tronchon  | AG2R Citroën Team                       | + 9"        |
| 6. | Florian Sénéchal  | Quick-Step Alpha Vinyl                  | + 12"       |
| 7. | Benjamin Thomas   | Cofidis                                 | + 12"       |
| 8. | Clément Berthet   | AG2R Citroën Team                       | + 13"       |
| 9. | Mattias Skjelmose | Trek-Segafredo                          | + 18"       |
| 10. | Rune Herregodts   | Sport Vlaanderen-Baloise                | + 18"       |

### 4. etape
| Remich - Remich | enkeltstart | (26,1 km) |

| \| Etaperesultat \| Etaperesultat \| Etaperesultat \| Etaperesultat \| Etaperesultat \| \| Rytter \| Rytter \| Hold \| Tid \| \| \| ------------- \| ------------------ \| ------------------------ \| ------------- \| ------------- \| \| 1. \| Mattias Skjelmose \| Trek-Segafredo \| 34' 05" \| \| \| 2. \| Kévin Vauquelin \| Arkéa-Samsic \| + 3" \| \| \| 3. \| Morten Hulgaard \| Uno-X Pro Cycling Team \| + 13" \| \| \| 4. \| Thibault Guernalec \| Arkéa-Samsic \| + 15" \| \| \| 5. \| Sjoerd Bax \| Alpecin-Deceuninck \| + 25" \| \| \| 6. \| Kevin Geniets \| Groupama-FDJ \| + 25" \| \| \| 7. \| Jason Osborne \| Alpecin-Deceuninck \| + 26" \| \| \| 8. \| Rune Herregodts \| Sport Vlaanderen-Baloise \| + 27" \| \| \| 9. \| Jonas Gregaard \| Uno-X Pro Cycling Team \| + 37" \| \| \| 10. \| Valentin Madouas \| Groupama-FDJ \| + 39" \| \| |                    |                          |         |
| |                    |                          |         |
| Kilde: ProCyclingStats |                    |                          |         |
| Etaperesultat |                    |                          |         |
| Rytter | Rytter             | Hold                     | Tid     |
| 1. | Mattias Skjelmose  | Trek-Segafredo           | 34' 05" |
| 2. | Kévin Vauquelin    | Arkéa-Samsic             | + 3"    |
| 3. | Morten Hulgaard    | Uno-X Pro Cycling Team   | + 13"   |
| 4. | Thibault Guernalec | Arkéa-Samsic             | + 15"   |
| 5. | Sjoerd Bax         | Alpecin-Deceuninck       | + 25"   |
| 6. | Kevin Geniets      | Groupama-FDJ             | + 25"   |
| 7. | Jason Osborne      | Alpecin-Deceuninck       | + 26"   |
| 8. | Rune Herregodts    | Sport Vlaanderen-Baloise | + 27"   |
| 9. | Jonas Gregaard     | Uno-X Pro Cycling Team   | + 37"   |
| 10. | Valentin Madouas   | Groupama-FDJ             | + 39"   |

| \| Samlede stilling \| Samlede stilling \| Samlede stilling \| Samlede stilling \| Samlede stilling \| \| Rytter \| Rytter \| Hold \| Tid \| \| \| ---------------- \| ----------------- \| ------------------------ \| ---------------- \| ---------------- \| \| 1. \| Mattias Skjelmose \| Trek-Segafredo \| 13t 07' 27" \| \| \| 2. \| Kévin Vauquelin \| Arkéa-Samsic \| + 3" \| \| \| 3. \| Sjoerd Bax \| Alpecin-Deceuninck \| + 14" \| \| \| 4. \| Valentin Madouas \| Groupama-FDJ \| + 21" \| \| \| 5. \| Kevin Geniets \| Groupama-FDJ \| + 25" \| \| \| 6. \| Jason Osborne \| Alpecin-Deceuninck \| + 26" \| \| \| 7. \| Rune Herregodts \| Sport Vlaanderen-Baloise \| + 27" \| \| \| 8. \| Matteo Trentin \| UAE Team Emirates \| + 31" \| \| \| 9. \| Jonas Gregaard \| Uno-X Pro Cycling Team \| + 37" \| \| \| 10. \| Benjamin Thomas \| Cofidis \| + 39" \| \| |                   |                          |             |
| |                   |                          |             |
| Kilde: ProCyclingStats |                   |                          |             |
| Samlede stilling |                   |                          |             |
| Rytter | Rytter            | Hold                     | Tid         |
| 1. | Mattias Skjelmose | Trek-Segafredo           | 13t 07' 27" |
| 2. | Kévin Vauquelin   | Arkéa-Samsic             | + 3"        |
| 3. | Sjoerd Bax        | Alpecin-Deceuninck       | + 14"       |
| 4. | Valentin Madouas  | Groupama-FDJ             | + 21"       |
| 5. | Kevin Geniets     | Groupama-FDJ             | + 25"       |
| 6. | Jason Osborne     | Alpecin-Deceuninck       | + 26"       |
| 7. | Rune Herregodts   | Sport Vlaanderen-Baloise | + 27"       |
| 8. | Matteo Trentin    | UAE Team Emirates        | + 31"       |
| 9. | Jonas Gregaard    | Uno-X Pro Cycling Team   | + 37"       |
| 10. | Benjamin Thomas   | Cofidis                  | + 39"       |

### 5. etape
| Mersch - Luxembourg | kuperet etape | (178,4 km) |

| \| Etaperesultat \| Etaperesultat \| Etaperesultat \| Etaperesultat \| Etaperesultat \| \| Rytter \| Rytter \| Hold \| Tid \| \| \| ------------- \| ----------------- \| ------------------------- \| ------------- \| ------------- \| \| 1. \| Valentin Madouas \| Groupama-FDJ \| 4t 36' 08" \| \| \| 2. \| Mattias Skjelmose \| Trek-Segafredo \| + 0" \| \| \| 3. \| Kévin Vauquelin \| Arkéa-Samsic \| + 0" \| \| \| 4. \| Kevin Geniets \| Groupama-FDJ \| + 0" \| \| \| 5. \| Matteo Trentin \| UAE Team Emirates \| + 3" \| \| \| 6. \| Axel Laurance \| B&B Hotels-KTM \| + 3" \| \| \| 7. \| Rémy Mertz \| Bingoal Pauwels Sauces WB \| + 3" \| \| \| 8. \| Dorian Godon \| AG2R Citroën Team \| + 3" \| \| \| 9. \| Marco Tizza \| Bingoal Pauwels Sauces WB \| + 3" \| \| \| 10. \| Sjoerd Bax \| Alpecin-Deceuninck \| + 3" \| \| |                   |                           |            |
| |                   |                           |            |
| Kilde: ProCyclingStats |                   |                           |            |
| Etaperesultat |                   |                           |            |
| Rytter | Rytter            | Hold                      | Tid        |
| 1. | Valentin Madouas  | Groupama-FDJ              | 4t 36' 08" |
| 2. | Mattias Skjelmose | Trek-Segafredo            | + 0"       |
| 3. | Kévin Vauquelin   | Arkéa-Samsic              | + 0"       |
| 4. | Kevin Geniets     | Groupama-FDJ              | + 0"       |
| 5. | Matteo Trentin    | UAE Team Emirates         | + 3"       |
| 6. | Axel Laurance     | B&B Hotels-KTM            | + 3"       |
| 7. | Rémy Mertz        | Bingoal Pauwels Sauces WB | + 3"       |
| 8. | Dorian Godon      | AG2R Citroën Team         | + 3"       |
| 9. | Marco Tizza       | Bingoal Pauwels Sauces WB | + 3"       |
| 10. | Sjoerd Bax        | Alpecin-Deceuninck        | + 3"       |

## Resultater
| \| Samlede stilling \| Samlede stilling \| Samlede stilling \| Samlede stilling \| Samlede stilling \| \| Rytter \| Rytter \| Hold \| Tid \| \| \| ---------------- \| ----------------- \| --------------------------------------- \| ---------------- \| ---------------- \| \| 1. \| Mattias Skjelmose \| Trek-Segafredo \| 17t 43' 29" \| \| \| 2. \| Kévin Vauquelin \| Arkéa-Samsic \| + 5" \| \| \| 3. \| Valentin Madouas \| Groupama-FDJ \| + 17" \| \| \| 4. \| Sjoerd Bax \| Alpecin-Deceuninck \| + 23" \| \| \| 5. \| Kevin Geniets \| Groupama-FDJ \| + 31" \| \| \| 6. \| Matteo Trentin \| UAE Team Emirates \| + 40" \| \| \| 7. \| Jonas Gregaard \| Uno-X Pro Cycling Team \| + 53" \| \| \| 8. \| Benjamin Thomas \| Cofidis \| + 55" \| \| \| 9. \| Aaron Gate \| Bolton Equities Black Spoke Pro Cycling \| + 56" \| \| \| 10. \| Rune Herregodts \| Sport Vlaanderen-Baloise \| + 57" \| \| |                   |                                         |             |
| |                   |                                         |             |
| Kilde: ProCyclingStats |                   |                                         |             |
| Samlede stilling |                   |                                         |             |
| Rytter | Rytter            | Hold                                    | Tid         |
| 1. | Mattias Skjelmose | Trek-Segafredo                          | 17t 43' 29" |
| 2. | Kévin Vauquelin   | Arkéa-Samsic                            | + 5"        |
| 3. | Valentin Madouas  | Groupama-FDJ                            | + 17"       |
| 4. | Sjoerd Bax        | Alpecin-Deceuninck                      | + 23"       |
| 5. | Kevin Geniets     | Groupama-FDJ                            | + 31"       |
| 6. | Matteo Trentin    | UAE Team Emirates                       | + 40"       |
| 7. | Jonas Gregaard    | Uno-X Pro Cycling Team                  | + 53"       |
| 8. | Benjamin Thomas   | Cofidis                                 | + 55"       |
| 9. | Aaron Gate        | Bolton Equities Black Spoke Pro Cycling | + 56"       |
| 10. | Rune Herregodts   | Sport Vlaanderen-Baloise                | + 57"       |

| Samlede stilling | Samlede stilling  | Samlede stilling                        | Samlede stilling | Samlede stilling |
| Rytter           | Rytter            | Hold                                    | Tid              |                  |
| ---------------- | ----------------- | --------------------------------------- | ---------------- | ---------------- |
| 1.               | Mattias Skjelmose | Trek-Segafredo                          | 17t 43' 29"      |                  |
| 2.               | Kévin Vauquelin   | Arkéa-Samsic                            | + 5"             |                  |
| 3.               | Valentin Madouas  | Groupama-FDJ                            | + 17"            |                  |
| 4.               | Sjoerd Bax        | Alpecin-Deceuninck                      | + 23"            |                  |
| 5.               | Kevin Geniets     | Groupama-FDJ                            | + 31"            |                  |
| 6.               | Matteo Trentin    | UAE Team Emirates                       | + 40"            |                  |
| 7.               | Jonas Gregaard    | Uno-X Pro Cycling Team                  | + 53"            |                  |
| 8.               | Benjamin Thomas   | Cofidis                                 | + 55"            |                  |
| 9.               | Aaron Gate        | Bolton Equities Black Spoke Pro Cycling | + 56"            |                  |
| 10.              | Rune Herregodts   | Sport Vlaanderen-Baloise                | + 57"            |                  |

| Pointkonkurrence | Pointkonkurrence  | Pointkonkurrence                        | Pointkonkurrence | Pointkonkurrence |
| Rytter           | Rytter            | Hold                                    | Point            |                  |
| ---------------- | ----------------- | --------------------------------------- | ---------------- | ---------------- |
| 1.               | Matteo Trentin    | UAE Team Emirates                       | 51 point         |                  |
| 2.               | Mattias Skjelmose | Trek-Segafredo                          | 45 point         |                  |
| 3.               | Valentin Madouas  | Groupama-FDJ                            | 43 point         |                  |
| 4.               | Florian Sénéchal  | Quick-Step Alpha Vinyl                  | 34 point         |                  |
| 5.               | Kévin Vauquelin   | Arkéa-Samsic                            | 29 point         |                  |
| 6.               | Sjoerd Bax        | Alpecin-Deceuninck                      | 26 point         |                  |
| 7.               | Benjamin Thomas   | Cofidis                                 | 26 point         |                  |
| 8.               | Davide Ballerini  | Quick-Step Alpha Vinyl                  | 26 point         |                  |
| 9.               | Axel Laurance     | B&B Hotels-KTM                          | 25 point         |                  |
| 10.              | Aaron Gate        | Bolton Equities Black Spoke Pro Cycling | 20 point         |                  |

| Pointkonkurrence | Pointkonkurrence  | Pointkonkurrence                        | Pointkonkurrence | Pointkonkurrence |
| Rytter           | Rytter            | Hold                                    | Point            |                  |
| ---------------- | ----------------- | --------------------------------------- | ---------------- | ---------------- |
| 1.               | Matteo Trentin    | UAE Team Emirates                       | 51 point         |                  |
| 2.               | Mattias Skjelmose | Trek-Segafredo                          | 45 point         |                  |
| 3.               | Valentin Madouas  | Groupama-FDJ                            | 43 point         |                  |
| 4.               | Florian Sénéchal  | Quick-Step Alpha Vinyl                  | 34 point         |                  |
| 5.               | Kévin Vauquelin   | Arkéa-Samsic                            | 29 point         |                  |
| 6.               | Sjoerd Bax        | Alpecin-Deceuninck                      | 26 point         |                  |
| 7.               | Benjamin Thomas   | Cofidis                                 | 26 point         |                  |
| 8.               | Davide Ballerini  | Quick-Step Alpha Vinyl                  | 26 point         |                  |
| 9.               | Axel Laurance     | B&B Hotels-KTM                          | 25 point         |                  |
| 10.              | Aaron Gate        | Bolton Equities Black Spoke Pro Cycling | 20 point         |                  |

| Bjergkonkurrence | Bjergkonkurrence      | Bjergkonkurrence                      | Bjergkonkurrence | Bjergkonkurrence |
| Rytter           | Rytter                | Hold                                  | Point            |                  |
| ---------------- | --------------------- | ------------------------------------- | ---------------- | ---------------- |
| 1.               | Joel Nicolau          | Caja Rural-Seguros RGA                | 35 point         |                  |
| 2.               | Gil Gelders           | Bingoal Pauwels Sauces WB Development | 12 point         |                  |
| 3.               | Felix Gall            | AG2R Citroën Team                     | 9 point          |                  |
| 4.               | Morten Hulgaard       | Uno-X Pro Cycling Team                | 7 point          |                  |
| 5.               | Joel Suter            | UAE Team Emirates                     | 6 point          |                  |
| 6.               | Sander Armée          | Cofidis                               | 6 point          |                  |
| 7.               | Victor Koretzky       | B&B Hotels-KTM                        | 5 point          |                  |
| 8.               | Kasper Viberg Søgaard | Riwal Cycling Team                    | 5 point          |                  |
| 9.               | Pierre Rolland        | B&B Hotels-KTM                        | 5 point          |                  |
| 10.              | Antonio Jesús Soto    | Euskaltel-Euskadi                     | 5 point          |                  |

| Bjergkonkurrence | Bjergkonkurrence      | Bjergkonkurrence                      | Bjergkonkurrence | Bjergkonkurrence |
| Rytter           | Rytter                | Hold                                  | Point            |                  |
| ---------------- | --------------------- | ------------------------------------- | ---------------- | ---------------- |
| 1.               | Joel Nicolau          | Caja Rural-Seguros RGA                | 35 point         |                  |
| 2.               | Gil Gelders           | Bingoal Pauwels Sauces WB Development | 12 point         |                  |
| 3.               | Felix Gall            | AG2R Citroën Team                     | 9 point          |                  |
| 4.               | Morten Hulgaard       | Uno-X Pro Cycling Team                | 7 point          |                  |
| 5.               | Joel Suter            | UAE Team Emirates                     | 6 point          |                  |
| 6.               | Sander Armée          | Cofidis                               | 6 point          |                  |
| 7.               | Victor Koretzky       | B&B Hotels-KTM                        | 5 point          |                  |
| 8.               | Kasper Viberg Søgaard | Riwal Cycling Team                    | 5 point          |                  |
| 9.               | Pierre Rolland        | B&B Hotels-KTM                        | 5 point          |                  |
| 10.              | Antonio Jesús Soto    | Euskaltel-Euskadi                     | 5 point          |                  |

| Ungdomskonkurrence | Ungdomskonkurrence | Ungdomskonkurrence       | Ungdomskonkurrence | Ungdomskonkurrence |
| Rytter             | Rytter             | Hold                     | Tid                |                    |
| ------------------ | ------------------ | ------------------------ | ------------------ | ------------------ |
| 1.                 | Mattias Skjelmose  | Trek-Segafredo           | 17t 43' 29"        |                    |
| 2.                 | Kévin Vauquelin    | Arkéa-Samsic             | + 5"               |                    |
| 3.                 | Kevin Geniets      | Groupama-FDJ             | + 31"              |                    |
| 4.                 | Rune Herregodts    | Sport Vlaanderen-Baloise | + 57"              |                    |
| 5.                 | Joel Suter         | UAE Team Emirates        | + 59"              |                    |
| 6.                 | Clément Berthet    | AG2R Citroën Team        | + 1' 02"           |                    |
| 7.                 | Bastien Tronchon   | AG2R Citroën Team        | + 1' 23"           |                    |
| 8.                 | Felix Gall         | AG2R Citroën Team        | + 2' 54"           |                    |
| 9.                 | Michel Ries        | Arkéa-Samsic             | + 3' 03"           |                    |
| 10.                | Jon Barrenetxea    | Caja Rural-Seguros RGA   | + 3' 33"           |                    |

| Ungdomskonkurrence | Ungdomskonkurrence | Ungdomskonkurrence       | Ungdomskonkurrence | Ungdomskonkurrence |
| Rytter             | Rytter             | Hold                     | Tid                |                    |
| ------------------ | ------------------ | ------------------------ | ------------------ | ------------------ |
| 1.                 | Mattias Skjelmose  | Trek-Segafredo           | 17t 43' 29"        |                    |
| 2.                 | Kévin Vauquelin    | Arkéa-Samsic             | + 5"               |                    |
| 3.                 | Kevin Geniets      | Groupama-FDJ             | + 31"              |                    |
| 4.                 | Rune Herregodts    | Sport Vlaanderen-Baloise | + 57"              |                    |
| 5.                 | Joel Suter         | UAE Team Emirates        | + 59"              |                    |
| 6.                 | Clément Berthet    | AG2R Citroën Team        | + 1' 02"           |                    |
| 7.                 | Bastien Tronchon   | AG2R Citroën Team        | + 1' 23"           |                    |
| 8.                 | Felix Gall         | AG2R Citroën Team        | + 2' 54"           |                    |
| 9.                 | Michel Ries        | Arkéa-Samsic             | + 3' 03"           |                    |
| 10.                | Jon Barrenetxea    | Caja Rural-Seguros RGA   | + 3' 33"           |                    |

### Holdkonkurrencen
| Holdkonkurrence | Holdkonkurrence                         | Holdkonkurrence | Holdkonkurrence |
| Hold            | Hold                                    | Tid             |                 |
| --------------- | --------------------------------------- | --------------- | --------------- |
| 1.              | UAE Team Emirates                       | 53t 13' 52"     |                 |
| 2.              | Alpecin-Deceuninck                      | + 1"            |                 |
| 3.              | AG2R Citroën Team                       | + 33"           |                 |
| 4.              | Arkéa-Samsic                            | + 1' 16"        |                 |
| 5.              | Groupama-FDJ                            | + 1' 58"        |                 |
| 6.              | Cofidis                                 | + 2' 15"        |                 |
| 7.              | B&B Hotels-KTM                          | + 4' 07"        |                 |
| 8.              | Bolton Equities Black Spoke Pro Cycling | + 4' 53"        |                 |
| 9.              | Uno-X Pro Cycling Team                  | + 9' 38"        |                 |
| 10.             | Quick-Step Alpha Vinyl                  | + 10' 26"       |                 |

## Hold og ryttere
| UCI WorldTeams (6)- Quick-Step Alpha Vinyl - AG2R Citroën Team - Cofidis - Groupama-FDJ - Trek-Segafredo - UAE Team Emirates UCI ProTeams (9)- Alpecin-Deceuninck - B&B Hotels-KTM - Bingoal Pauwels Sauces WB - Burgos-BH - Caja Rural-Seguros RGA - Euskaltel-Euskadi - Sport Vlaanderen-Baloise - Arkéa-Samsic - Uno-X Pro Cycling Team UCI Kontinentalhold (4)- Bolton Equities Black Spoke Pro Cycling - Leopard Pro Cycling - Riwal - Geofco Doltcini Matériel-vélo.com |
| |

### Danske ryttere
| Danske ryttere på startlisten |                       |                        |           |
| Rygnummer                     | Rytter                | Hold                   | Placering |
| 43                            | Asbjørn Hellemose     | Trek-Segafredo         | DNF-5     |
| 45                            | Mattias Skjelmose     | Trek-Segafredo         | 1         |
| 141                           | Simon Dalby           | Uno-X Pro Cycling Team | 73        |
| 142                           | Niklas Eg             | Uno-X Pro Cycling Team | 72        |
| 143                           | Morten Hulgaard       | Uno-X Pro Cycling Team | 75        |
| 146                           | Jonas Gregaard        | Uno-X Pro Cycling Team | 7         |
| 171                           | Mathias Bregnhøj      | Riwal Cycling Team     | 54        |
| 175                           | Kasper Viberg Søgaard | Riwal Cycling Team     | 97        |
| 176                           | Emil Vinjebo          | Riwal Cycling Team     | 67        |

* DNF = gennemførte ikke

### Startliste
| Quick-Step Alpha Vinyl QST | Quick-Step Alpha Vinyl QST        | Quick-Step Alpha Vinyl QST |
| -------------------------- | --------------------------------- | -------------------------- |
| Nr.                        | Rytter                            | Placering                  |
| 1                          | Davide Ballerini (ITA)            | 49.                        |
| 3                          | Tim Declercq (BEL)                | 17.                        |
| 4                          | Florian Sénéchal (FRA) (landevej) | 31.                        |
| 5                          | Stijn Steels (BEL)                | 93.                        |
| 6                          | Jannik Steimle (GER)              | 63.                        |

| AG2R Citroën Team ACT | AG2R Citroën Team ACT   | AG2R Citroën Team ACT |
| --------------------- | ----------------------- | --------------------- |
| Nr.                   | Rytter                  | Placering             |
| 11                    | Clément Berthet (FRA)   | 12.                   |
| 12                    | Geoffrey Bouchard (FRA) | 18.                   |
| 13                    | Thomas Delphis (FRA)    | 78.                   |
| 14                    | Felix Gall (AUT)        | 25.                   |
| 15                    | Dorian Godon (FRA)      | 13.                   |
| 16                    | Bastien Tronchon (FRA)  | 15.                   |

| Cofidis COF | Cofidis COF           | Cofidis COF |
| ----------- | --------------------- | ----------- |
| Nr.         | Rytter                | Placering   |
| 21          | Sander Armée (BEL)    | 39.         |
| 22          | Tom Bohli (SUI)       | 71.         |
| 23          | Anthony Perez (FRA)   | 20.         |
| 24          | Benjamin Thomas (FRA) | 8.          |
| 25          | José Herrada (ESP)    | 21.         |
| 26          | Harrison Wood (GBR)   | 43.         |

| Groupama-FDJ GFC | Groupama-FDJ GFC        | Groupama-FDJ GFC |
| ---------------- | ----------------------- | ---------------- |
| Nr.              | Rytter                  | Placering        |
| 31               | Clément Davy (FRA)      | 88.              |
| 32               | Lorenzo Germani (ITA)   | 56.              |
| 33               | Kevin Geniets (LUX)     | 5.               |
| 34               | Tobias Ludvigsson (SWE) | 94.              |
| 35               | Valentin Madouas (FRA)  | 3.               |
| 36               | Lars van den Berg (NED) | 44.              |

| Trek-Segafredo TFS | Trek-Segafredo TFS            | Trek-Segafredo TFS |
| ------------------ | ----------------------------- | ------------------ |
| Nr.                | Rytter                        | Placering          |
| 41                 | Simon Pellaud (SUI)           | DNS-4              |
| 42                 | Giulio Ciccone (ITA)          | 37.                |
| 43                 | Asbjørn Hellemose (DEN)       | DNF-5              |
| 44                 | Amanuel Ghebreigzabhier (ERI) | 69.                |
| 45                 | Mattias Skjelmose (DEN)       | 1.                 |
| 46                 | Antwan Tolhoek (NED)          | 66.                |

| UAE Team Emirates UAD | UAE Team Emirates UAD      | UAE Team Emirates UAD |
| --------------------- | -------------------------- | --------------------- |
| Nr.                   | Rytter                     | Placering             |
| 51                    | Rui Oliveira (POR)         | 45.                   |
| 52                    | Matteo Trentin (ITA)       | 6.                    |
| 53                    | Rafał Majka (POL)          | 19.                   |
| 54                    | Andrés Camilo Ardila (COL) | 60.                   |
| 55                    | Arthur Kluckers (LUX)      | 82.                   |
| 56                    | Joel Suter (SUI)           | 11.                   |

| Alpecin-Deceuninck AFC | Alpecin-Deceuninck AFC  | Alpecin-Deceuninck AFC |
| ---------------------- | ----------------------- | ---------------------- |
| Nr.                    | Rytter                  | Placering              |
| 61                     | Sjoerd Bax (NED)        | 4.                     |
| 62                     | Tobias Bayer (AUT)      | 41.                    |
| 63                     | Nicola Conci (ITA)      | DNS-4                  |
| 64                     | Kristian Sbaragli (ITA) | 24.                    |
| 65                     | Jason Osborne (GER)     | 40.                    |
| 66                     | Julien Vermote (BEL)    | 27.                    |

| B&B Hotels-KTM BBK | B&B Hotels-KTM BBK          | B&B Hotels-KTM BBK |
| ------------------ | --------------------------- | ------------------ |
| Nr.                | Rytter                      | Placering          |
| 71                 | Cyril Barthe (FRA)          | 64.                |
| 72                 | Franck Bonnamour (FRA)      | 16.                |
| 73                 | Pierre Rolland (FRA)        | 42.                |
| 74                 | Victor Koretzky (FRA)       | 35.                |
| 75                 | Axel Laurance (FRA)         | 47.                |
| 76                 | Sebastian Schönberger (AUT) | 34.                |

| Bingoal Pauwels Sauces WB BWB | Bingoal Pauwels Sauces WB BWB | Bingoal Pauwels Sauces WB BWB |
| ----------------------------- | ----------------------------- | ----------------------------- |
| Nr.                           | Rytter                        | Placering                     |
| 81                            | Gil Gelders (BEL)             | 48.                           |
| 82                            | Rémy Mertz (BEL)              | 46.                           |
| 83                            | Marco Tizza (ITA)             | 33.                           |
| 84                            | Julien Desmarets (BEL)        | 77.                           |
| 85                            | Luc Wirtgen (LUX)             | 51.                           |
| 86                            | Tom Wirtgen (LUX)             | 55.                           |

| Burgos-BH BBH | Burgos-BH BBH                  | Burgos-BH BBH |
| ------------- | ------------------------------ | ------------- |
| Nr.           | Rytter                         | Placering     |
| 91            | Ángel Fuentes (ESP)            | 74.           |
| 92            | Gabriel Muller (FRA)           | DNF-2         |
| 93            | Juan Antonio López-Cózar (ESP) | 53.           |
| 94            | Felipe Orts (ESP)              | 96.           |
| 95            | Manuel Peñalver (ESP)          | 85.           |
| 96            | Óscar Pelegrí (ESP)            | 79.           |

| Caja Rural-Seguros RGA CJR | Caja Rural-Seguros RGA CJR    | Caja Rural-Seguros RGA CJR |
| -------------------------- | ----------------------------- | -------------------------- |
| Nr.                        | Rytter                        | Placering                  |
| 101                        | Orluis Aular (VEN) (landevej) | 68.                        |
| 102                        | Josu Etxeberria (ESP)         | 81.                        |
| 103                        | Joseba López (ESP)            | 80.                        |
| 104                        | Jon Barrenetxea (ESP)         | 29.                        |
| 105                        | Sergio Martín (ESP)           | 38.                        |
| 106                        | Joel Nicolau (ESP)            | 90.                        |

| Euskaltel-Euskadi EUS | Euskaltel-Euskadi EUS    | Euskaltel-Euskadi EUS |
| --------------------- | ------------------------ | --------------------- |
| Nr.                   | Rytter                   | Placering             |
| 111                   | Mikel Aristi (ESP)       | 99.                   |
| 112                   | Asier Etxeberria (ESP)   | 76.                   |
| 113                   | Unai Cuadrado (ESP)      | 58.                   |
| 114                   | Antonio Jesús Soto (ESP) | 70.                   |
| 115                   | Txomin Juaristi (ESP)    | 14.                   |
| 116                   | Juan José Lobato (ESP)   | DNF-1                 |

| Sport Vlaanderen-Baloise SVB | Sport Vlaanderen-Baloise SVB | Sport Vlaanderen-Baloise SVB |
| ---------------------------- | ---------------------------- | ---------------------------- |
| Nr.                          | Rytter                       | Placering                    |
| 121                          | Ruben Apers (BEL)            | 50.                          |
| 122                          | Robbe Ghys (BEL)             | DNF-3                        |
| 123                          | Rune Herregodts (BEL)        | 10.                          |
| 124                          | Arne Marit (BEL)             | 65.                          |
| 125                          | Jens Reynders (BEL)          | 59.                          |
| 126                          | Aaron Verwilst (BEL)         | 57.                          |

| Arkéa-Samsic ARK | Arkéa-Samsic ARK         | Arkéa-Samsic ARK |
| ---------------- | ------------------------ | ---------------- |
| Nr.              | Rytter                   | Placering        |
| 131              | Maxime Bouet (FRA)       | 28.              |
| 132              | Thibault Guernalec (FRA) | DNF-5            |
| 133              | Hugo Hofstetter (FRA)    | DNS-5            |
| 134              | Michel Ries (LUX)        | 26.              |
| 135              | Kévin Vauquelin (FRA)    | 2.               |
| 136              | Alessandro Verre (ITA)   | 86.              |

| Uno-X Pro Cycling Team UXT | Uno-X Pro Cycling Team UXT | Uno-X Pro Cycling Team UXT |
| -------------------------- | -------------------------- | -------------------------- |
| Nr.                        | Rytter                     | Placering                  |
| 141                        | Simon Dalby (DEN)          | 73.                        |
| 142                        | Niklas Eg (DEN)            | 72.                        |
| 143                        | Morten Hulgaard (DEN)      | 75.                        |
| 144                        | Sindre Kulset (NOR)        | DNF-5                      |
| 145                        | Torstein Træen (NOR)       | 23.                        |
| 146                        | Jonas Gregaard (DEN)       | 7.                         |

| Bolton Equities Black Spoke Pro Cycling BEB | Bolton Equities Black Spoke Pro Cycling BEB | Bolton Equities Black Spoke Pro Cycling BEB |
| ------------------------------------------- | ------------------------------------------- | ------------------------------------------- |
| Nr.                                         | Rytter                                      | Placering                                   |
| 151                                         | Ryan Christensen (NZL)                      | 62.                                         |
| 152                                         | James Fouché (NZL) (landevej)               | 83.                                         |
| 153                                         | Aaron Gate (NZL)                            | 9.                                          |
| 154                                         | Josh Kench (NZL)                            | 32.                                         |
| 155                                         | James Oram (NZL)                            | 30.                                         |
| 156                                         | Thomas Sexton (NZL)                         | 89.                                         |

| Leopard Pro Cycling LPC | Leopard Pro Cycling LPC   | Leopard Pro Cycling LPC |
| ----------------------- | ------------------------- | ----------------------- |
| Nr.                     | Rytter                    | Placering               |
| 161                     | Colin Heiderscheid (LUX)  | 84.                     |
| 162                     | Kevin Inkelaar (NED)      | 91.                     |
| 163                     | Louis Coqueret (FRA)      | 61.                     |
| 164                     | Elias Maris (BEL)         | 52.                     |
| 165                     | Tim Torn Teutenberg (GER) | DNS-5                   |
| 166                     | Justin Wolf (GER)         | 92.                     |

| Riwal Cycling Team RIW | Riwal Cycling Team RIW          | Riwal Cycling Team RIW |
| ---------------------- | ------------------------------- | ---------------------- |
| Nr.                    | Rytter                          | Placering              |
| 171                    | Mathias Bregnhøj (DEN)          | 54.                    |
| 172                    | Martijn Budding (NED)           | 87.                    |
| 173                    | Jacob Eriksson (SWE)            | DNS-3                  |
| 174                    | Lucas Eriksson (SWE) (landevej) | 22.                    |
| 175                    | Kasper Viberg Søgaard (DEN)     | 97.                    |
| 176                    | Emil Vinjebo (DEN)              | 67.                    |

| Geofco Doltcini Matériel-vélo.com GDM | Geofco Doltcini Matériel-vélo.com GDM | Geofco Doltcini Matériel-vélo.com GDM |
| ------------------------------------- | ------------------------------------- | ------------------------------------- |
| Nr.                                   | Rytter                                | Placering                             |
| 181                                   | Theo Bonnet (BEL)                     | 101.                                  |
| 182                                   | Ivan Centrone (LUX)                   | 36.                                   |
| 183                                   | Jacques Gloesener (LUX)               | 100.                                  |
| 184                                   | Alexandre Kess (LUX)                  | 98.                                   |
| 185                                   | Christophe Masson (FRA)               | DNF-1                                 |
| 186                                   | Stijn Siemons (BEL)                   | 95.                                   |

| Quick-Step Alpha Vinyl QST | Quick-Step Alpha Vinyl QST        | Quick-Step Alpha Vinyl QST |
| -------------------------- | --------------------------------- | -------------------------- |
| Nr.                        | Rytter                            | Placering                  |
| 1                          | Davide Ballerini (ITA)            | 49.                        |
| 3                          | Tim Declercq (BEL)                | 17.                        |
| 4                          | Florian Sénéchal (FRA) (landevej) | 31.                        |
| 5                          | Stijn Steels (BEL)                | 93.                        |
| 6                          | Jannik Steimle (GER)              | 63.                        |

| AG2R Citroën Team ACT | AG2R Citroën Team ACT   | AG2R Citroën Team ACT |
| --------------------- | ----------------------- | --------------------- |
| Nr.                   | Rytter                  | Placering             |
| 11                    | Clément Berthet (FRA)   | 12.                   |
| 12                    | Geoffrey Bouchard (FRA) | 18.                   |
| 13                    | Thomas Delphis (FRA)    | 78.                   |
| 14                    | Felix Gall (AUT)        | 25.                   |
| 15                    | Dorian Godon (FRA)      | 13.                   |
| 16                    | Bastien Tronchon (FRA)  | 15.                   |

| Cofidis COF | Cofidis COF           | Cofidis COF |
| ----------- | --------------------- | ----------- |
| Nr.         | Rytter                | Placering   |
| 21          | Sander Armée (BEL)    | 39.         |
| 22          | Tom Bohli (SUI)       | 71.         |
| 23          | Anthony Perez (FRA)   | 20.         |
| 24          | Benjamin Thomas (FRA) | 8.          |
| 25          | José Herrada (ESP)    | 21.         |
| 26          | Harrison Wood (GBR)   | 43.         |

| Groupama-FDJ GFC | Groupama-FDJ GFC        | Groupama-FDJ GFC |
| ---------------- | ----------------------- | ---------------- |
| Nr.              | Rytter                  | Placering        |
| 31               | Clément Davy (FRA)      | 88.              |
| 32               | Lorenzo Germani (ITA)   | 56.              |
| 33               | Kevin Geniets (LUX)     | 5.               |
| 34               | Tobias Ludvigsson (SWE) | 94.              |
| 35               | Valentin Madouas (FRA)  | 3.               |
| 36               | Lars van den Berg (NED) | 44.              |

| Trek-Segafredo TFS | Trek-Segafredo TFS            | Trek-Segafredo TFS |
| ------------------ | ----------------------------- | ------------------ |
| Nr.                | Rytter                        | Placering          |
| 41                 | Simon Pellaud (SUI)           | DNS-4              |
| 42                 | Giulio Ciccone (ITA)          | 37.                |
| 43                 | Asbjørn Hellemose (DEN)       | DNF-5              |
| 44                 | Amanuel Ghebreigzabhier (ERI) | 69.                |
| 45                 | Mattias Skjelmose (DEN)       | 1.                 |
| 46                 | Antwan Tolhoek (NED)          | 66.                |

| UAE Team Emirates UAD | UAE Team Emirates UAD      | UAE Team Emirates UAD |
| --------------------- | -------------------------- | --------------------- |
| Nr.                   | Rytter                     | Placering             |
| 51                    | Rui Oliveira (POR)         | 45.                   |
| 52                    | Matteo Trentin (ITA)       | 6.                    |
| 53                    | Rafał Majka (POL)          | 19.                   |
| 54                    | Andrés Camilo Ardila (COL) | 60.                   |
| 55                    | Arthur Kluckers (LUX)      | 82.                   |
| 56                    | Joel Suter (SUI)           | 11.                   |

| Alpecin-Deceuninck AFC | Alpecin-Deceuninck AFC  | Alpecin-Deceuninck AFC |
| ---------------------- | ----------------------- | ---------------------- |
| Nr.                    | Rytter                  | Placering              |
| 61                     | Sjoerd Bax (NED)        | 4.                     |
| 62                     | Tobias Bayer (AUT)      | 41.                    |
| 63                     | Nicola Conci (ITA)      | DNS-4                  |
| 64                     | Kristian Sbaragli (ITA) | 24.                    |
| 65                     | Jason Osborne (GER)     | 40.                    |
| 66                     | Julien Vermote (BEL)    | 27.                    |

| B&B Hotels-KTM BBK | B&B Hotels-KTM BBK          | B&B Hotels-KTM BBK |
| ------------------ | --------------------------- | ------------------ |
| Nr.                | Rytter                      | Placering          |
| 71                 | Cyril Barthe (FRA)          | 64.                |
| 72                 | Franck Bonnamour (FRA)      | 16.                |
| 73                 | Pierre Rolland (FRA)        | 42.                |
| 74                 | Victor Koretzky (FRA)       | 35.                |
| 75                 | Axel Laurance (FRA)         | 47.                |
| 76                 | Sebastian Schönberger (AUT) | 34.                |

| Bingoal Pauwels Sauces WB BWB | Bingoal Pauwels Sauces WB BWB | Bingoal Pauwels Sauces WB BWB |
| ----------------------------- | ----------------------------- | ----------------------------- |
| Nr.                           | Rytter                        | Placering                     |
| 81                            | Gil Gelders (BEL)             | 48.                           |
| 82                            | Rémy Mertz (BEL)              | 46.                           |
| 83                            | Marco Tizza (ITA)             | 33.                           |
| 84                            | Julien Desmarets (BEL)        | 77.                           |
| 85                            | Luc Wirtgen (LUX)             | 51.                           |
| 86                            | Tom Wirtgen (LUX)             | 55.                           |

| Burgos-BH BBH | Burgos-BH BBH                  | Burgos-BH BBH |
| ------------- | ------------------------------ | ------------- |
| Nr.           | Rytter                         | Placering     |
| 91            | Ángel Fuentes (ESP)            | 74.           |
| 92            | Gabriel Muller (FRA)           | DNF-2         |
| 93            | Juan Antonio López-Cózar (ESP) | 53.           |
| 94            | Felipe Orts (ESP)              | 96.           |
| 95            | Manuel Peñalver (ESP)          | 85.           |
| 96            | Óscar Pelegrí (ESP)            | 79.           |

| Caja Rural-Seguros RGA CJR | Caja Rural-Seguros RGA CJR    | Caja Rural-Seguros RGA CJR |
| -------------------------- | ----------------------------- | -------------------------- |
| Nr.                        | Rytter                        | Placering                  |
| 101                        | Orluis Aular (VEN) (landevej) | 68.                        |
| 102                        | Josu Etxeberria (ESP)         | 81.                        |
| 103                        | Joseba López (ESP)            | 80.                        |
| 104                        | Jon Barrenetxea (ESP)         | 29.                        |
| 105                        | Sergio Martín (ESP)           | 38.                        |
| 106                        | Joel Nicolau (ESP)            | 90.                        |

| Euskaltel-Euskadi EUS | Euskaltel-Euskadi EUS    | Euskaltel-Euskadi EUS |
| --------------------- | ------------------------ | --------------------- |
| Nr.                   | Rytter                   | Placering             |
| 111                   | Mikel Aristi (ESP)       | 99.                   |
| 112                   | Asier Etxeberria (ESP)   | 76.                   |
| 113                   | Unai Cuadrado (ESP)      | 58.                   |
| 114                   | Antonio Jesús Soto (ESP) | 70.                   |
| 115                   | Txomin Juaristi (ESP)    | 14.                   |
| 116                   | Juan José Lobato (ESP)   | DNF-1                 |

| Sport Vlaanderen-Baloise SVB | Sport Vlaanderen-Baloise SVB | Sport Vlaanderen-Baloise SVB |
| ---------------------------- | ---------------------------- | ---------------------------- |
| Nr.                          | Rytter                       | Placering                    |
| 121                          | Ruben Apers (BEL)            | 50.                          |
| 122                          | Robbe Ghys (BEL)             | DNF-3                        |
| 123                          | Rune Herregodts (BEL)        | 10.                          |
| 124                          | Arne Marit (BEL)             | 65.                          |
| 125                          | Jens Reynders (BEL)          | 59.                          |
| 126                          | Aaron Verwilst (BEL)         | 57.                          |

| Arkéa-Samsic ARK | Arkéa-Samsic ARK         | Arkéa-Samsic ARK |
| ---------------- | ------------------------ | ---------------- |
| Nr.              | Rytter                   | Placering        |
| 131              | Maxime Bouet (FRA)       | 28.              |
| 132              | Thibault Guernalec (FRA) | DNF-5            |
| 133              | Hugo Hofstetter (FRA)    | DNS-5            |
| 134              | Michel Ries (LUX)        | 26.              |
| 135              | Kévin Vauquelin (FRA)    | 2.               |
| 136              | Alessandro Verre (ITA)   | 86.              |

| Uno-X Pro Cycling Team UXT | Uno-X Pro Cycling Team UXT | Uno-X Pro Cycling Team UXT |
| -------------------------- | -------------------------- | -------------------------- |
| Nr.                        | Rytter                     | Placering                  |
| 141                        | Simon Dalby (DEN)          | 73.                        |
| 142                        | Niklas Eg (DEN)            | 72.                        |
| 143                        | Morten Hulgaard (DEN)      | 75.                        |
| 144                        | Sindre Kulset (NOR)        | DNF-5                      |
| 145                        | Torstein Træen (NOR)       | 23.                        |
| 146                        | Jonas Gregaard (DEN)       | 7.                         |

| Bolton Equities Black Spoke Pro Cycling BEB | Bolton Equities Black Spoke Pro Cycling BEB | Bolton Equities Black Spoke Pro Cycling BEB |
| ------------------------------------------- | ------------------------------------------- | ------------------------------------------- |
| Nr.                                         | Rytter                                      | Placering                                   |
| 151                                         | Ryan Christensen (NZL)                      | 62.                                         |
| 152                                         | James Fouché (NZL) (landevej)               | 83.                                         |
| 153                                         | Aaron Gate (NZL)                            | 9.                                          |
| 154                                         | Josh Kench (NZL)                            | 32.                                         |
| 155                                         | James Oram (NZL)                            | 30.                                         |
| 156                                         | Thomas Sexton (NZL)                         | 89.                                         |

| Leopard Pro Cycling LPC | Leopard Pro Cycling LPC   | Leopard Pro Cycling LPC |
| ----------------------- | ------------------------- | ----------------------- |
| Nr.                     | Rytter                    | Placering               |
| 161                     | Colin Heiderscheid (LUX)  | 84.                     |
| 162                     | Kevin Inkelaar (NED)      | 91.                     |
| 163                     | Louis Coqueret (FRA)      | 61.                     |
| 164                     | Elias Maris (BEL)         | 52.                     |
| 165                     | Tim Torn Teutenberg (GER) | DNS-5                   |
| 166                     | Justin Wolf (GER)         | 92.                     |

| Riwal Cycling Team RIW | Riwal Cycling Team RIW          | Riwal Cycling Team RIW |
| ---------------------- | ------------------------------- | ---------------------- |
| Nr.                    | Rytter                          | Placering              |
| 171                    | Mathias Bregnhøj (DEN)          | 54.                    |
| 172                    | Martijn Budding (NED)           | 87.                    |
| 173                    | Jacob Eriksson (SWE)            | DNS-3                  |
| 174                    | Lucas Eriksson (SWE) (landevej) | 22.                    |
| 175                    | Kasper Viberg Søgaard (DEN)     | 97.                    |
| 176                    | Emil Vinjebo (DEN)              | 67.                    |

| Geofco Doltcini Matériel-vélo.com GDM | Geofco Doltcini Matériel-vélo.com GDM | Geofco Doltcini Matériel-vélo.com GDM |
| ------------------------------------- | ------------------------------------- | ------------------------------------- |
| Nr.                                   | Rytter                                | Placering                             |
| 181                                   | Theo Bonnet (BEL)                     | 101.                                  |
| 182                                   | Ivan Centrone (LUX)                   | 36.                                   |
| 183                                   | Jacques Gloesener (LUX)               | 100.                                  |
| 184                                   | Alexandre Kess (LUX)                  | 98.                                   |
| 185                                   | Christophe Masson (FRA)               | DNF-1                                 |
| 186                                   | Stijn Siemons (BEL)                   | 95.                                   |